# Isireli Naikelekelevesi
Isireli Naikelekelevesi (* 17. Dezember 1976 in Suva) ist ein fidschianischer Leichtathlet.

## Karriere
Naikelekelevesi begann im Alter von sieben Jahren mit dem Leichtathletiktraining.
Sein Land vertrat er erstmals 1993 bei den South Pacific Mini Games im 3000-Meter-Hindernislauf. Bei den Mini Games 1997 erzielte er über diese Distanz die Bronzemedaille und gewann den 800- sowie den 1500-Meter-Lauf. Seine erfolgreichsten Mini Games hatte Naikelekelevesi 2001, als er die Titel über 400, 800 und 1500 Meter sowie mit der 4-mal-400-Meter-Staffel gewann. 2005 konnte er seine Titel über 400, 800 Meter und mit der Staffel verteidigen, über 1500 Meter wurde er Zweiter.
Naikelekelevesi nahm viermal an Südpazifikspielen teil. 1995, 1999 und 2003 siegte er jeweils über 800 und 1500 Meter; 2007 holte er in beiden Disziplinen die Silbermedaille. 2003 gewann er überdies eine Bronzemedaille im 400-Meter-Lauf, 2007 siegte er mit der fidschianischen 4-mal-400-Meter-Staffel.
Bei Leichtathletik-Ozeanienmeisterschaften war Naikelekelevesi insgesamt viermal erfolgreich. Jeweils über 800 Meter gewann er 2000 Gold und 2002 sowie 2006 Silber. Bereits 1996 hatte er im 5000-Meter-Lauf siegen können.
Bei den Commonwealth Games 1998 schied er über 800 Meter mit einer Zeit von 1:50,56 min im Vorlauf aus. Vier Jahre darauf erreichte er das Halbfinale, wo er in einer Zeit von 1:50,00 min ausschied.
Bei den Leichtathletik-Weltmeisterschaften 2001 in Edmonton startete er im 800-Meter-Lauf, kam mit einer Zeit von 1:50,74 min jedoch nicht über seinen Vorlauf hinaus.
Naikelekelevesi nahm dreimal an Olympischen Spielen teil. In Atlanta 1996 war er Teil der fidschianischen 4-mal-400-Meter-Staffel, die im Vorlauf ausschied. In Sydney 2000 schied er über 800 Meter mit einer Zeit von 1:49,61 min ebenso im Vorlauf aus, wie in Athen 2004, wo er 1:49,08 min benötigte.
2004 stellte er in Szombathely mit 1:48,70 min einen fidschianischen Landesrekord über 800 Meter auf, welcher bis heute (Stand 2013) Bestand hat.
2011 war Naikelekelevesi als Soldat der British Army in Hameln stationiert. Er startete bei den Deutschen Seniorenmeisterschaften 2011 in der 3-mal-1000-Meter-Staffel und in der 4-mal-400-Meter-Staffel.